# کاترینا رزنیک
کاترینا رزنیک (اوکراینی: Катерина Олександрівна Резнік؛ زادهٔ ۲۰ نوامبر ۱۹۹۵) شناگر موزون اهل اوکراین است.
وی در مسابقات کشوری و بین‌المللی در مجموع برندهٔ ۷ مدال طلا، ۳ مدال نقره، ۶ مدال برنز شده‌است.